# Alice: Madness Returns
Alice: Madness Returns – gra komputerowa z gatunku przygodowych gier akcji wyprodukowana przez studio Spicy Horse oraz wydana przez firmę Electronic Arts. Została wydana na platformy Microsoft Windows, PlayStation 3, Xbox 360 oraz iOS 14 czerwca 2011 roku. Gra jest sequelem wydanej w 2000 roku gry American McGee’s Alice. Twórca gry, American McGee, rozpoczął prace nad grą, kiedy firma Electronic Arts podjęła współpracę z jego studiem Spicy Horse.

## Rozgrywka
Alice: Madness Returns jest przygodową grą akcji przedstawiona z perspektywy trzeciej osoby. Gracz kieruje tytułową bohaterką – Alicją Liddell – przez cały czas trwania gry.
Alicja może posługiwać się kilkoma rodzajami broni, które mogą być wykorzystywane na różne sposoby. Podstawową bronią jest śmiertelne ostrze (ang. vorpal blade) wykorzystywana podczas bliskich starć z przeciwnikami. Do pozostałych elementów uzbrojenia należy pieprzniczka (ang. pepper grinder), służąca do atakowania celów na duże odległości, działo czajniczkowe (ang. teapot cannon) wykorzystywane do ataków obszarowych, konik (ang. hobby horse) umożliwiający potężne ataki i rozbijanie ścian, oraz bomba zegarowa (ang. clockwork bomb), która odwraca uwagę wrogów i służy za przeciwwagę przy rozwiązywaniu zagadek. Można zakupywać ulepszenia broni za porozrzucane po mapach i pozostawiane przez pokonanych wrogów zęby. Zdrowie Alicji jest pokazywane w postaci płatków róż. Jeżeli bohaterka zginie, gracz rozpoczyna grę od ostatniego punktu kontrolnego. Upadek z krawędzi w przepaść lub wpadnięcie do szkodliwej substancji nie powoduje śmierci Alicji, ale przenosi ją z powrotem na najbliższą platformę.
W trakcie eksplorowania poziomów gracz może znaleźć wiele ukrytych pomieszczeń. Podstawową metoda na ich odkrywanie jest użycie substancji zmniejszającej Alicji, która pozwala jej na przechodzenie przez bardzo małe pomieszczenia w kształcie dziurki od klucza oraz odkrywa niewidzialne platformy, powierzchnie oraz rysunki na ścianach wskazujące dalszą drogę. Po powrocie do normalnego wzrostu ukryte elementy powoli znikają pozwalając na zapamiętanie ich położenia. W celu odkrycia nowych ścieżek można również nafaszerować pieprzem z pieprzniczki latające świńskie noski, hałasujące, kiedy gracz znajdzie się w ich pobliżu. Ponadto dodatkowy element gry stanowią pokoje Radula pozwalające graczowi na wzięciu udziału w wyzwaniu, po którego ukończeniu otrzymuje się puszkę z farbą. Zebranie czterech puszek skutkuje dodaniem jednej róży do paska życia Alicji. Wspomnienia można przywrócić zbierając specjalne przedmioty, z których każdy wygląda inaczej w zależności od osoby, która wypowiada wspomnienie (np. okulary – doktor Bumby). Po podniesieniu określone postacie opowiadają wydarzenia z życia Alicji nawiązujące do fabuły i zbliżających się wydarzeń w grze.
Po ukończeniu gry, gracz może rozpocząć grę jeszcze raz, zatrzymując wszystkie zdobyte poprzednio bronie i ulepszenia. Z poziomu menu gracz może również przeglądać wszystkie zebrane wcześniej wspomnienia.

## Fabuła
Na skutek wydarzeń z pierwszej części gry Alicja Liddell stała się osobą niepoczytalną. Obwiniając siebie za spowodowanie pożaru, w którym zginęła jej rodzina, uciekała do fantastycznej Krainy Czarów wierząc, że jest bohaterką książki „Alicja w Krainie Czarów”. Dzięki terapii w Rutlegde Asylum udało jej pozbyć się wątpliwości, aż w końcu została ona zwolniona z ośrodka. Akcja Alice: Madness Returns ma miejsce 11 lat po wyjściu Alicji ze szpitala. Mieszka ona w sierocińcu w Londynie, gdzie pozostaje pod opieką doktora Agnusa Bumby'ego – psychiatry wykorzystującego hipnozę do wymazywania pamięci. Pomimo przekonania Alicji o tym, że pozbyła się koszmarnych halucynacji, wizje Krainy czarów w dalszym ciągu powracają.
Podczas spaceru Alicji nagle pojawiają się halucynacje, przez co przenosi się ona do Krainy Czarów. Z początku kraina wydaje się być cicha i spokojna, jednak szybko okazuje się, że została ona zdewastowana przez Infernal Train – niszczycielską siłę, starającą się przeszkodzić bohaterce. Alicja spotyka Kota z Cheshire, który wyjaśnia jej, że ktoś inny, nie ona, stoi za tą siłą i namawia ją, by odnalazła swoich byłych przyjaciół i wrogów, aby odkryć źródło tej siły. W trakcie rozgrywki Alicja kilkakrotnie powraca do rzeczywistości, gdzie dowiaduje się od prawnika jej rodziny, że jej siostra Lizzie zginęła jako pierwsza, pomimo tego, że znajdowała się najdalej od źródła ognia oraz że została zamknięta w swoim pokoju.
W trakcie pobytu w Krainie Czarów Alicja spotyka jej mieszkańców, między innymi Kapelusznika, Gąsienicę oraz Żółwiciela. Dowiaduje się od nich, że Królowa Kier nadal żyje, pomimo poniesionej poprzednio porażki. Gdy dociera ona na zamek królowej odkrywa, że władczyni wygląda tak, jak jej siostra. Ujawnia ona, że podmiot zwany Doll Maker przejął kontrolę nad Infernal Train i niszczy Krainę Czarów.
Po powrocie do Londynu Alicja przypomina sobie noc, kiedy wybuchł pożar. Odkrywa, że w domu przebywał wtedy również doktor Bumby. Dochodzi ona do wniosku, że psychiatra usiłuje wymazać jej pamięć, by zrobić z niej bezwolne narzędzie, które sprzeda pedofilom. Rozwścieczona zaczepia doktora jednocześnie w realnym świecie na stacji kolejowej Moorgate oraz jego odpowiednik w Krainie Czarów, Doll Makera. Bumby przyznaje się do winy, co więcej sam przyznaje, że to on podpalił dom po tym, jak Lizzie odrzuciła jego zaloty, przy okazji pozbywając się wszystkich świadków. Wyjaśnia, że likwidując Krainę Czarów zapomni ona o tamtych wydarzeniach, a on będzie mógł nadal być postrzegany jako osoba z wyższych sfer społeczeństwa. Alicji udaje się pokonać Doll Makera w Krainie Czarów, co daje jej siłę do wepchnięcia psychiatry pod koła nadjeżdżającego pociągu. Wychodząc ze stacji kolejowej odkrywa, że znajduje się w jednoczesnej wizji Londynu i Krainy Czarów. Trafia do mało znanej krainy „Londerland”, natomiast Kot z Cheshire wspomina w swoich monologach, że jej wspomnienia, chociaż uszkodzone, są na razie bezpieczne.

## Rozwój i wydanie gry

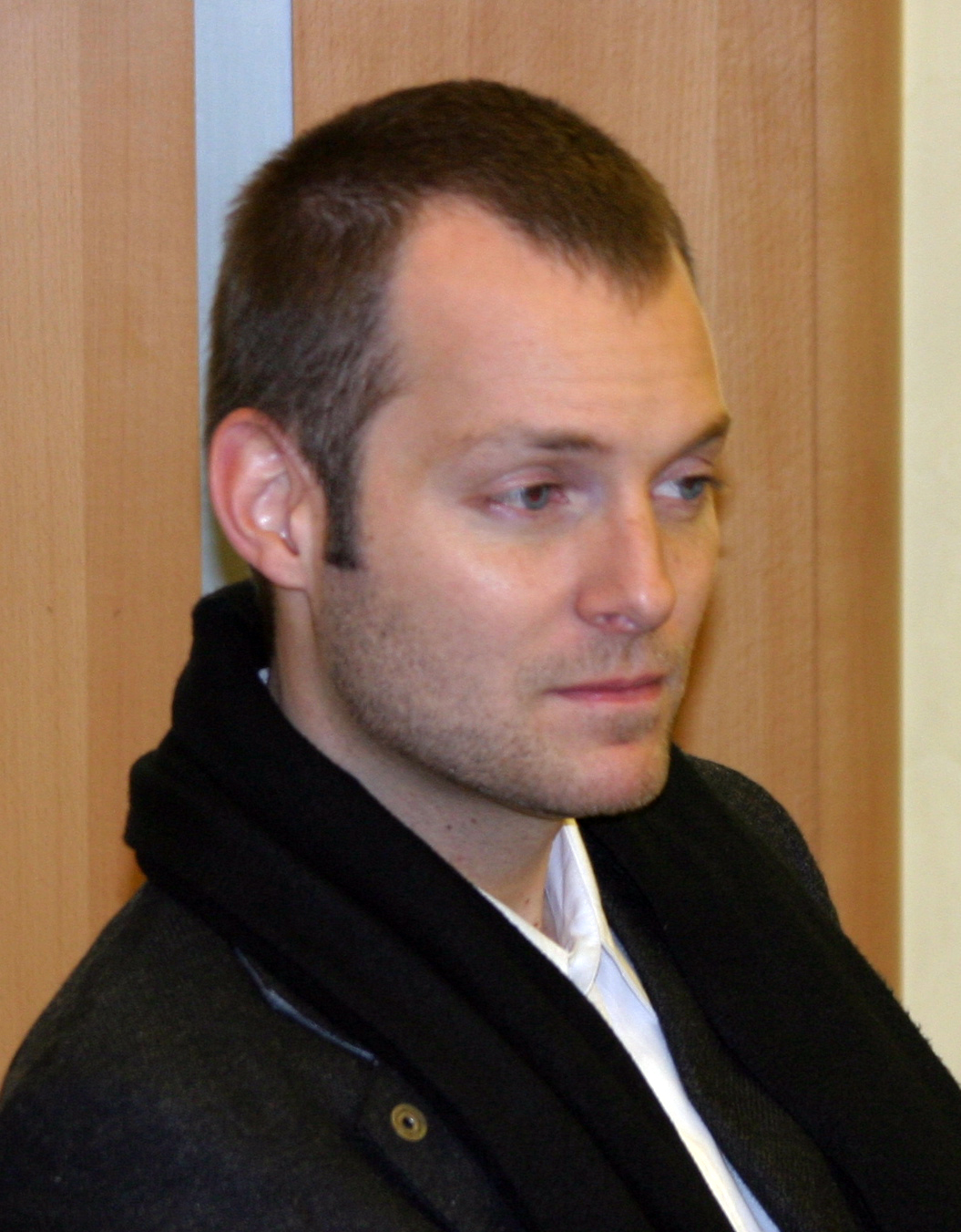
Projektant gier American McGee (2004)

Plotki o sequelu do gry American McGee’s Alice pojawiły się wkrótce po jej wydaniu, jednak pierwotnie studio pracowało nad ostatecznie anulowanym spin-offem pod tytułem American McGee’s Oz. Wraz z powstawaniem filmowej adaptacji gry sequelem zainteresowała się firma Electronic Arts, przez co prace zostały rozpoczęte. Plany filmowej adaptacji jednak nie doszły do skutku, a projekt sequela został odłożony na niemal dekadę.
W lutym 2009 roku na konferencji D.I.C.E. Summit firma EA oficjalnie zapowiedziała sequel, noszący wtedy roboczy tytuł The Return of American McGee’s Alice. Pokazano wtedy dwa szkice koncepcyjne oraz poinformowano, że autor scenariusza i producent poprzedniej części wraca do projektu. W listopadzie fanowski trailer gry pod tytułem The Return of Alice został przez pomyłkę wzięty za oryginalny zwiastun. W filmiku Alicja znajdowała się pod wpływem terapii dziewięć miesięcy przed wydarzeniami z pierwszej części gry. Miała halucynację, w której na miejscu lekarza widziała Kota z Cheshire.
20 lipca 2010 roku na prezentacji studia EA ujawniono więcej informacji o grze, w tym właściwy tytuł: Alice: Madness Returns, szkice koncepcyjne, screeny z gry oraz pierwszy oficjalny trailer. Przedstawiał on Alicję podczas terapii: była hipnotyzowana przez lekarza w dziwnym gabinecie z rękami zwisającymi z sufitu; kiedy otwarła usta, by coś powiedzieć, chlusnęła z nich krew wraz z zębami. Kiedy pojawiał się tytuł gry, głos szeptał Alice...what have you done? (Alicjo...coś ty zrobiła?).
W trakcie Tokyo Game Show w 2010 roku udostępniono nowe materiały związane z grą, w tym drugi trailer. Pokazano w nim Alicję spacerującą ulicami Londynu, która w końcu dociera do miejsca zarzuconego zabawkami, wśród których można było zauważyć zestaw przedstawiający Marcowego Zająca, Susła oraz Kapelusznika pijących herbatę. Nagle obserwuje ona obraz jej zmarłych rodziców w refleksie szyby okiennej, ale obracając się niczego tam nie dostrzega. Okno zaczyna płonąć, przed eksplozją pojawia się w nim sylwetka Królowej Kier, której macki wciągają Alicję do piekła. Podobnie jak poprzedni trailer, filmik kończy się frazą Alicjo...coś ty zrobiła?.
14 lutego 2011 na stronie internetowej MSNBC „In-Game” ujawniono trzeci trailer oraz krótki wywiad z American McGee dotyczący gry. Zwiastun przedstawiał Alicję wędrującą przez początkowo piękną Krainę Czarów, w końcu natykając się na Gąsienicę, która przeistacza się w olbrzymiego motyla, a kraina zostaje zaatakowana przez ogniste feniksy, po czym zmienia się w koszmarne miejsce przypominające oryginalny krajobraz z gry. Alicja odkrywa, że siedzi na herbacie u Marcowego Zająca, Susła i Kapelusznika. Kapelusznik wysyła mechaniczny czajnik do herbaty aby zabił bohaterkę, która z kolei wbija mu Śmiertelne Ostrze (Vorpal Blade) prosto w oczy, po czym uśmiecha się, a głos pyta What have you done? (Coś ty zrobiła?).
Czwarty trailer (jako pierwszy zawierający fragmenty z rozgrywki) zatytułowany Beautiful Insanity (Piękne szaleństwo) został ujawniony 4 marca 2011 roku. Zawierał on fragmenty z rozgrywki w wiktoriańskim Londynie, nowe stroje i bronie Alicji oraz prezentację starych i nowych bohaterów, w tym wskrzeszonego Jabberwocky'ego i Dodo. Na końcu trailera Kot z Cheshire mówi Now it's time to put your blade to work (Teraz czas, by twoje ostrze zaczęło pracę), po czym słychać dźwięk wyjmowanego ostrza.
W kwietniu serwis GameSpot opublikował dalsze fragmenty z rozgrywki podczas wywiadu z producentem wykonawczym EA Joelem Wade’em. Zaprezentowano wiele szczegółów z gry, między innymi producent opowiedział historię Alicji po wyjściu z Rutledge Asylum; ujawnił, że mieszka ona w sierocińcu, a jego dyrektor pomaga jej w pozbyciu się halucynacji. Zaprezentowano możliwość odblokowywania i używania wielu rodzajów broni, które mogą być ulepszane poprzez zbieranie porozrzucanych zębów oraz kolekcjonowanie pamięci w celu odtworzenia wydarzeń z przeszłości. Ujawniono, że przeciwnicy będą mieli swoje słabe punkty, na których gracz będzie musiał się skupić, by ich pokonać.
20 maja na systemy iOS został wydany prequel do Alice: Madness Returns zatytułowany Alice: Madness Returns Interactive Story. Miał on formę książki opowiadającej wydarzenia bezpośrednio przed akcją właściwej gry, w której gracz wchodził w interakcję z ilustracjami oraz pozwalał na granie w różnorodne mini-gry.
3 czerwca został wydany finalny trailer prezentujący elementy walki, niektórych bossów oraz porady Kota z Cheshire.

## Odbiór gry
Alice: Madness Returns otrzymała w większości przychylne recenzje. Portal Gry-Online pochwalił nonkonformistyczne podejście twórców i klimat gry. Quintin Smith z serwisu Eurogamer pochlebnie wypowiedział się o fabule, ale skrytykował rozgrywkę i rozplanowanie poziomów. Kevin VanOrd z portalu GameSpot wysoko ocenił pięknie mroczną i ponurą Krainę Czarów, sterowanie, długość rozgrywki oraz różnorodność broni, natomiast niekorzystnie wypowiedział się o rozgrywce, uznając ją za monotonną, elementach ubarwiających rozgrywkę takich jak puzzle oraz wytknął usterki audiowizualne. Peter Eykemans, recenzent serwisu IGN pochwalił świat gry, ale skrytykował grafikę oraz rozgrywkę.